# Doubters to Believers – Liverpool FC: Klopp's Era
Doubters to Believers – Liverpool FC: Klopp's Era är en brittisk dokumentärserie i fotbollsmiljö vars första säsong har premiär på Prime Video den 28 februari 2025.

## Handling
Dokumentärserien följer Jürgen Klopps tid som tränare för den anrika klubben Liverpool. Fokus ligger på Klopps sista säsong med laget men bjuder även på ögonblick som vinsterna i Champions League och seriesegern i Premier League. Förutom intervjuer med Klopp intervjuas bland andra Virgil van Dijk, Trent Alexander-Arnold och Alisson Becker.